# ناحیه اوربانا، شهرستان شمپین، ایلینوی
ناحیه اوربانا، شهرستان شمپین، ایلینوی (به انگلیسی: Urbana Township) یک منطقهٔ مسکونی در ایالات متحده آمریکا است که در شهرستان شمپین، ایلینوی واقع شده‌است. ناحیه اوربانا ۷٬۴۵۱ نفر جمعیت دارد و ۲۱۵ متر بالاتر از سطح دریا واقع شده‌است.